# Курчалой-Лам
Курчалой-Лам (чечен. Курчалойн лам) — горная вершина в Веденском районе Чеченской Республики Российской Федерации. Находится в восточной части Большого Кавказа; в хребте Заргубиль, рядом находится горная вершина Зарга-Лам. Высота вершины составляет 1937 метра. Родовая гора чеченского тайпа курчалой.

## Этимология
Название Курчалой-Лам идёт от чечен. Кура — гора, возвышенность, высокородный, самоотверженный, высокая прическа, гордый, высокомерный.

## История
Как и многие чеченские тайпы, курчалой имеет свою тайповую гору которая называется Курчалойн лам. Когда-то на верху горы стояли две высокие башни, одна — боевая, вторая — жилая, там же есть небольшое озеро Ёпе-Ам.

## Описание
Находится в юго-восточной части территории Веденского района Чеченской Республики на границе с Республикой Дагестан. Высота её вершины составляет 1937 метра, полезная площадь составляет 600—700 гектаров. Южный и восточный склоны горы частично граничат с территорией Республики Дагестан, по его западному склону на уровне 1,7-1,8 км проходит высокогорный участок трассы Грозный — Казеной-Ам протяженностью более 3000 м, северный склон граничит с южным склоном горы Веданхойн лам. До середины 90-х гг. XX в. альпийские луга на склонах горы использовались в качестве летнего пастбища и под сенокос. По рассказам курчалинских старожилов, поголовье стада из крупнорогатого скота, отгоняемого на выпас на склоны горы, нередко доходило до 800 и более голов.